# کوتسوکی هاروتسونا
کوتسوکی هاروتسونا (به ژاپنی: 朽木 晴綱 Kutsuki Harutsuna); ۱ ژانویهٔ ۱۵۱۸ – ۱ ژانویهٔ ۱۵۵۰) سامورایی، ارباب قلعه کوتسوکی‌دانی در ولایت اومی اهل ژاپن بود. وی از دوازدهمین شوگون از شوگون‌سالاری آشیکاگا، آشیکاگا یوشی‌هارو حمایت می‌کرد. او پدر کوتسوکی موتوتسونا بود. هنگام جنگ با خاندان تاکاشیما کشته شد و رهبری خاندان به پسرش که در آن زمان دو سال داشت رسید.